# Ечеверія біловолосиста
Ечеверія біловолосиста (Echeveria leucotricha) — вид квіткових рослин роду ечеверія (Echeveria) родини товстолистих (Crassulaceae).

## Морфологічний опис

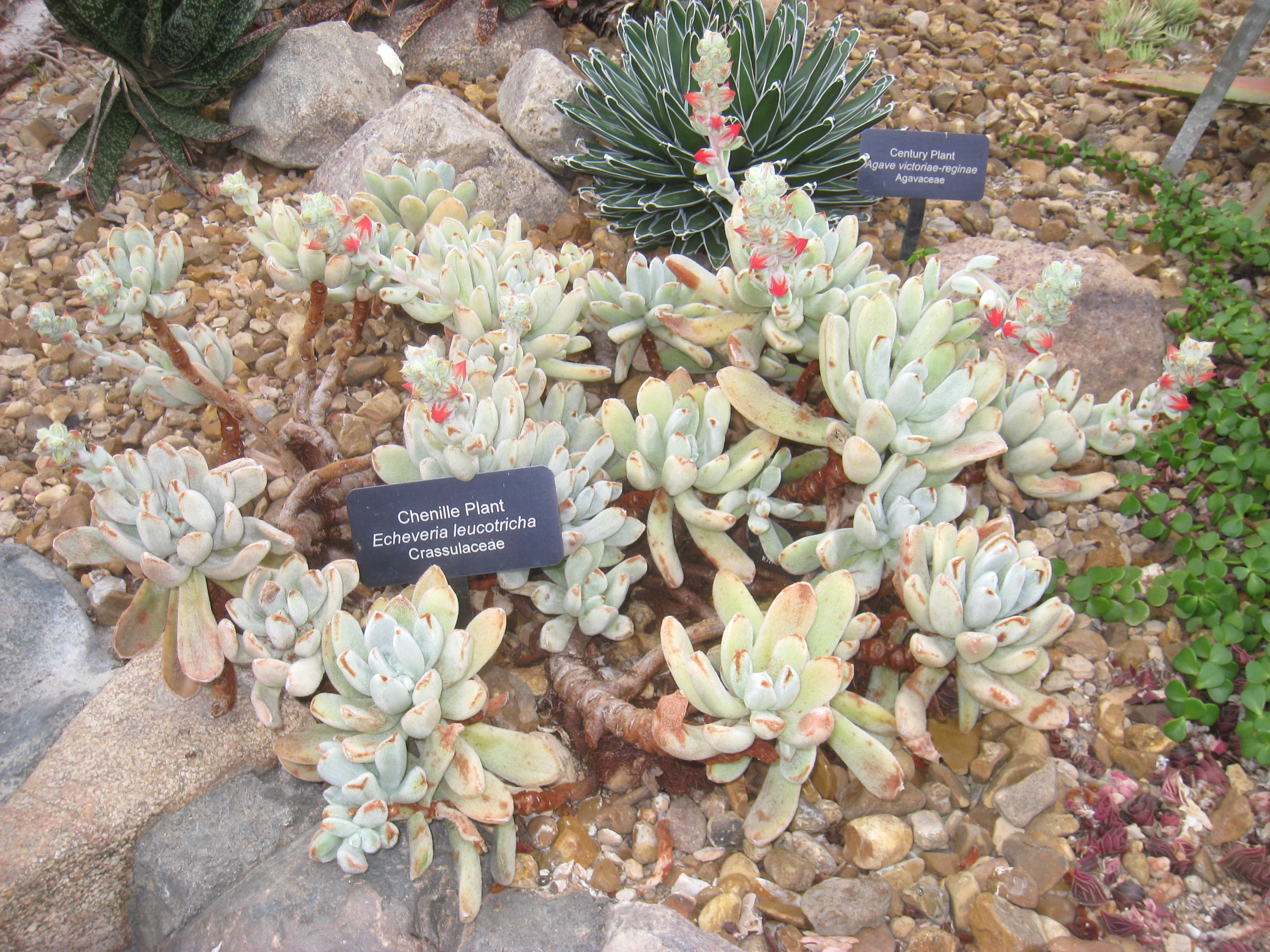
Echeveria leucotricha в ботанічному саду Маттеї Мічиганського університету

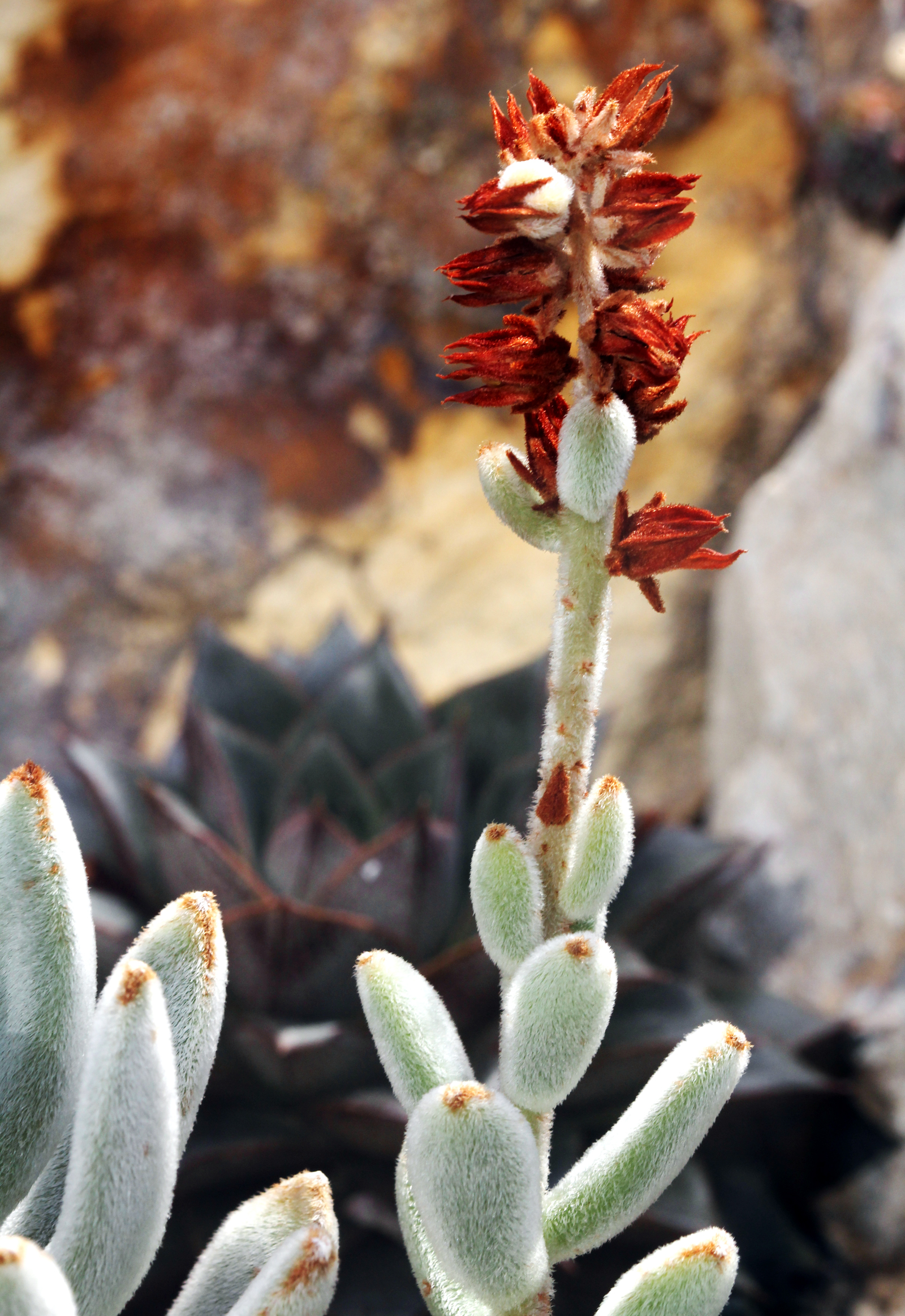
Квітконіс Echeveria leucotricha після цвітіння

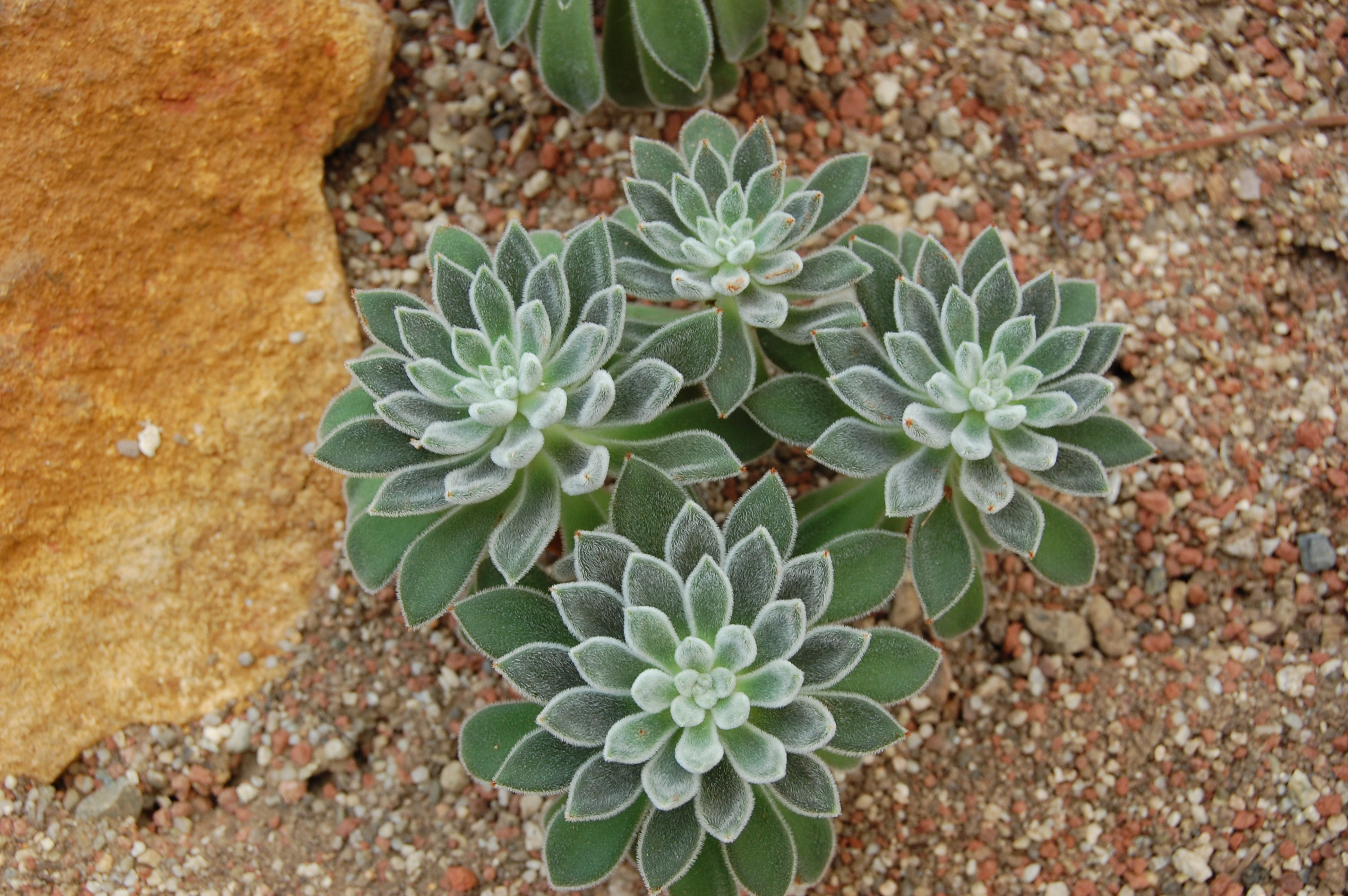
Echeveria leucotricha

Багаторічний сукулентний, вічнозелений напівчагарник. Стебло невисоке, 15 — 20 см заввишки, густо вкрите листям і закінчується пухкою розеткою, випускає повітряні корені. Верхня частина стебла вкрита білими волосками, нижня дерев'яніє, і волоски з білих перетворюються на коричневі. Тут же в нижній частині відростає багато бічних пагонів. Листя м'ясисті, зелені, з густими білими волосками, на верхівці листа волоски коричневі, 8 — 10 см завдовжки, ланцетні. Квітконоси до 40 см завдовжки, вкриті листям, з кіноварно-червоними квітками. Цвіте у квітні — травні.
Цей вид подібний до Echeveria pulvinata, але відрізняється коротшим листям і більшою кількістю хромосом (n = 38).

## Ареал
Ареал цього виду — Мексика, штат Пуебла.

## Фармакологічні властивості
Дослідження науковців, опубліковані 2012 року, виявили значну антибактеріальну, протигрибкову та протипаразитарну дію екстрактів ечеверії біловолосистої, що дає їй можливість використовуватися в традиційній мексиканській медицині.

## Утримання в культурі
Взимку вимагає світлого і сухого утримання при температурі 10 — 12 °С. При холодному утриманні боїться перезволоження. При теплому зимовому утриманні рослина не зацвітає. Пересаджують навесні в суміш листової і дернової землі, річкового промитого піску. Розмножують вегетативно листовими живцями і невеликими розетками, що відростають біля основи головного стебла. Живці попередньо підсушують 2 — 3 дні і розкладають, а розетки висаджують у річковий пісок. Цей вид росте повільно.
Не пошкоджується шкідниками. При обприскуванні холодною водою на листках з'являються коричневі плями.
Рослина декоративна завдяки своїм яскравим квіткам і беловолосистим листям. Рекомендують для озеленення невеликих світлих приміщень як в одиночних посадках, так і для композицій.